# Ada County
Ada County je okres v americkém státě Idaho. Hlavní město je Boise. Byl založen 22. prosince 1864 a nese název po prvním bělošském dítěti narozeném na daném území (Ada Riggs, dcera H. C. Riggse, jednoho ze zakladatelů města Boise a člena Idaho Territorial Legislature).
Rozloha: 2 745,39 km²
Obyvatelstvo: 344 727 (v roce 2005); 300 904 (v roce 2000)
Ženy: 49,7 % (v roce 2004)